# Granada (Cundinamarca)
Granada ist eine Gemeinde (municipio) im kolumbianischen Departamento Cundinamarca.

## Geografie
Granada liegt 30 km südwestlich von Bogotá in Cundinamarca in der Provinz Sumapaz auf einer Höhe von 2500 bis 2700 m ü. NN und hat eine Durchschnittstemperatur von 11 °C. Die Gemeinde grenzt im Osten an Silvania und Sibaté, im Westen an Viotá und El Colegio, im Norden an San Antonio del Tequendama und Soacha und im Süden an Silvania.

## Bevölkerung
Die Gemeinde Granada hat 9440 Einwohner, von denen 2218 im städtischen Teil (cabecera municipal) der Gemeinde leben (Stand: 2019).

## Geschichte
Eine Besiedlung des Gebietes der heutigen Gemeinde Granada erfolgte relativ langsam. In der ersten Hälfte des 20. Jahrhunderts war das Land von wenigen Bauern bewohnt. Insbesondere wurden die Holzvorkommen der Region verarbeitet. Um 1932 lebten etwa 300 Menschen in Granada. Seit 1933 hatte Granada den Status einer Polizeiinspektion. Bis 1974 lautete der offizielle Name El Soche. Erst 1995 erhielt Granada den Status einer Gemeinde.

## Wirtschaft
Die wichtigsten Wirtschaftszweige von Granada sind Landwirtschaft, Rinder- und Milchproduktion, industrielle Verarbeitung von Milchprodukten und Handel.